# 李顯 (萬曆進士)
李显（？—？），四川重庆府江津縣军籍。

## 生平
万历三十七年（1609年）己酉科四川乡试举人，四十一年（1613年）癸丑科進士，官江陵县知县。